# 布瓦夫萊
布瓦夫萊是西非國家科特迪瓦的城市，也是馬拉韋區的首府，位於首都雅穆蘇克羅以西和塞蓋拉以東，毗鄰科蘇湖，2010人口估計約68,108。这个地名来自当地居民古罗人的语言，意为“大鱼市场”，boua意为“超过25公斤的鲇鱼”，而flé意为市场。
6°59′N 5°45′W / 6.983°N 5.750°W